# Volta bufada

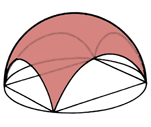
Esquema tridimensional d'una volta bufada

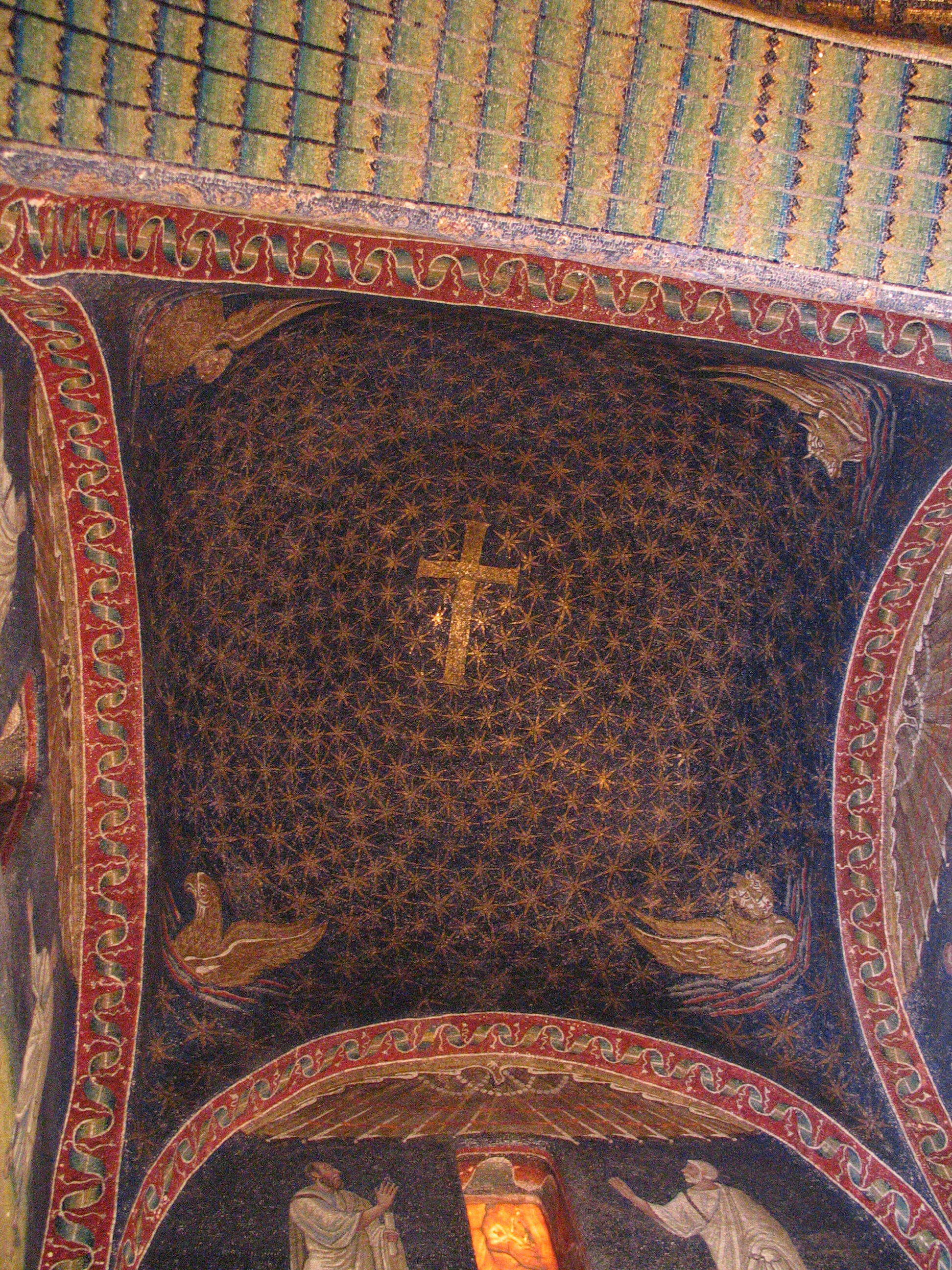
Mosaic a l'interior de la cúpula del mausoleu de Gal·la Placídia, amb el cel, la creu i els quatre evangelistes

La volta bufada o volta de quatre punts és la que resulta de seccionar l'hemisferi d'una cúpula esfèrica amb quatre plans verticals (o més en el cas de bases poligonals) que delimiten el quadrat (o polígon) inscrit en la circumferència base d'aquest hemisferi, és a dir la base de la cúpula.
Rep també el nom popular de "volta de mocador" per la seva semblança amb la forma inversa a la que adquireix un mocador mullat penjant dels seus vèrtexs. En la bibliografia anglosaxona se l'anomena sail vaultosail dome ("volta de vela" o "cúpula de vela") -en aquest cas, l'analogia es fa a partir de la forma d'una  vela de vaixell quadrada inflada pel vent-. També s'usen les denominacions pendentive domes i Byzantine domes("cúpules de petxines" i "cúpules romanes d'Orient").
Les càrregues es transmeten des de la superfície cap a quatre suports aïllats (o més en el cas de bases poligonals), que determinen cares paral·leles entre si dos a dos. A causa de la seva planta quadrada serveix per ensostrar espais quadrats. Es caracteritza per definir arcs de mig punt en la seva trobada amb els plans verticals que la contenen. De fet, si es secciona amb un pla horitzontal tangent als arcs laterals només queden quatre triangles esfèrics que no són sinó les petxines que s'utilitzen per muntar cúpules sobre bases quadrades. La seva concatenació lineal formant galeries o naus va ser introduïda per Filippo Brunelleschi. A Espanya va ser usada per Andrés de Vandelvira.
Els primers intents d'utilització van ser realitzats pels romans, però, este recurs arquitectònic va començar a utilitzar-se plenament a l'Imperi Romà d'Orient al segle vi. Més tard són els musulmans els que imiten esta forma de construcció. A Europa són molt comunes en esglésies renaixentistes i barroques. L'edifici més destacat que utilitza aquest tipus de cúpula és l'església de Santa Sofia (Istanbul).

## Bibliografia

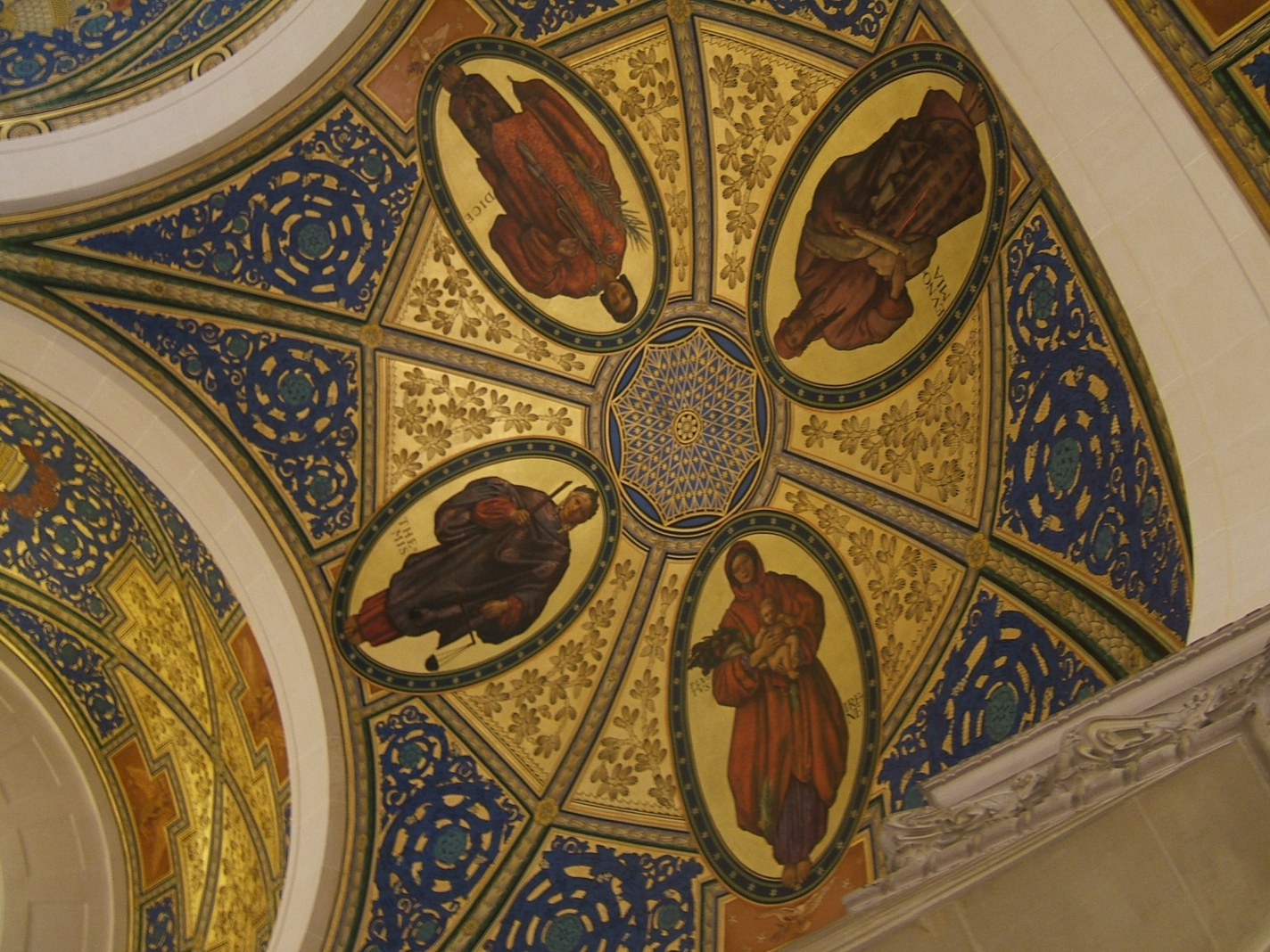
Volta bufada a La Haia
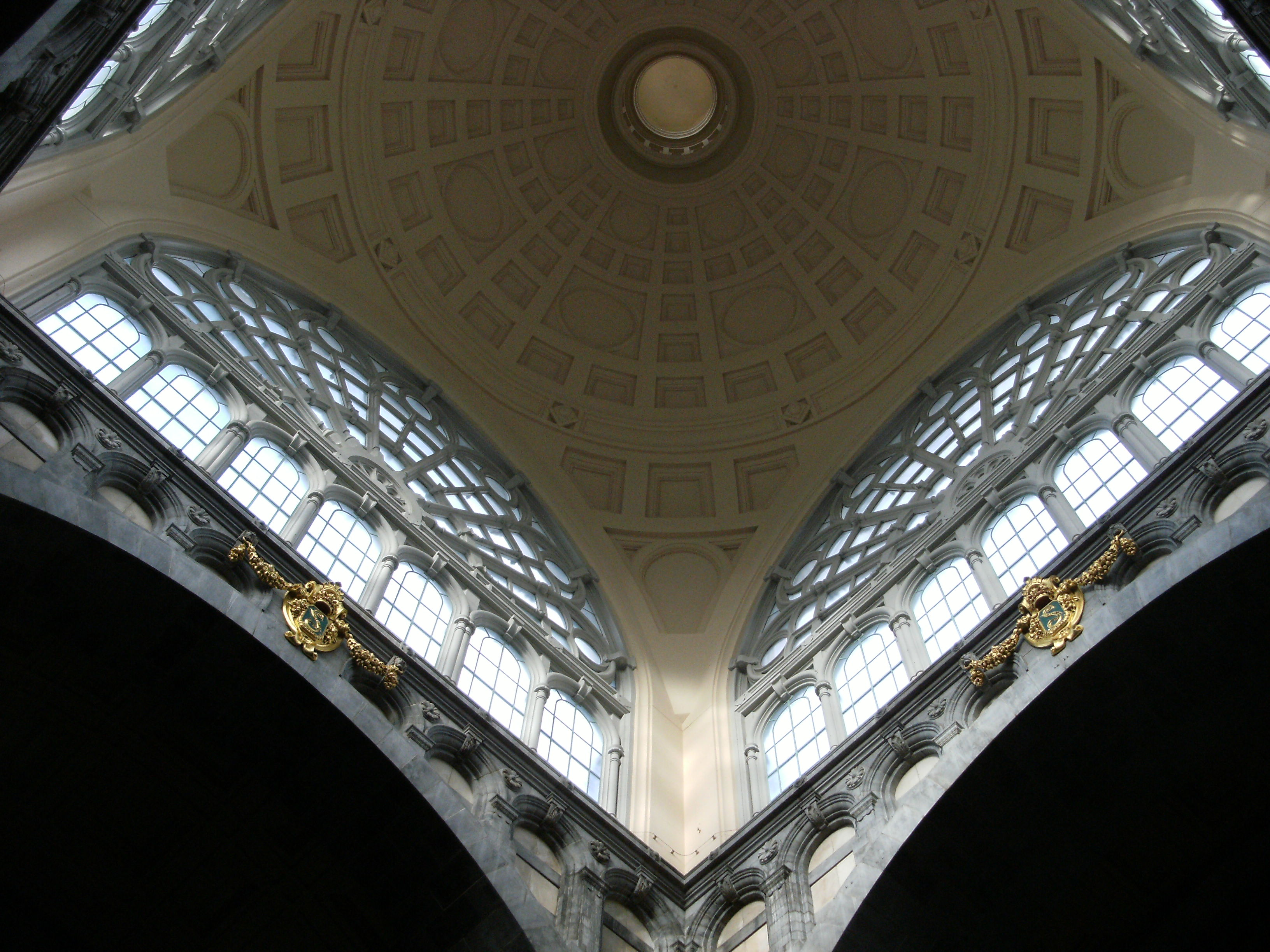
Volta bufada de base quadrada a Anvers.
Volta bufada de base octagonal a Leipzig.
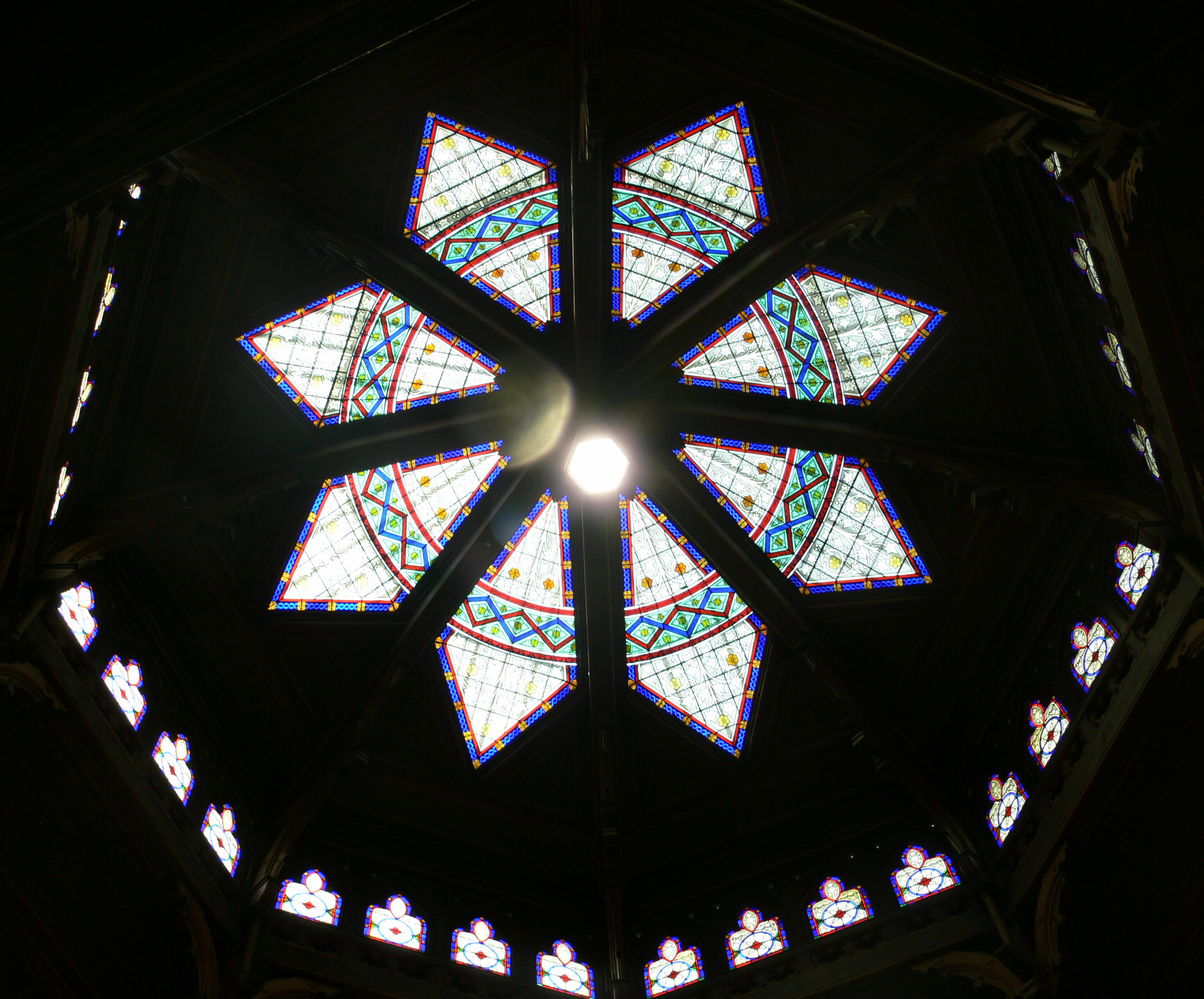
Volta bufada de base octagonal a Princeton.
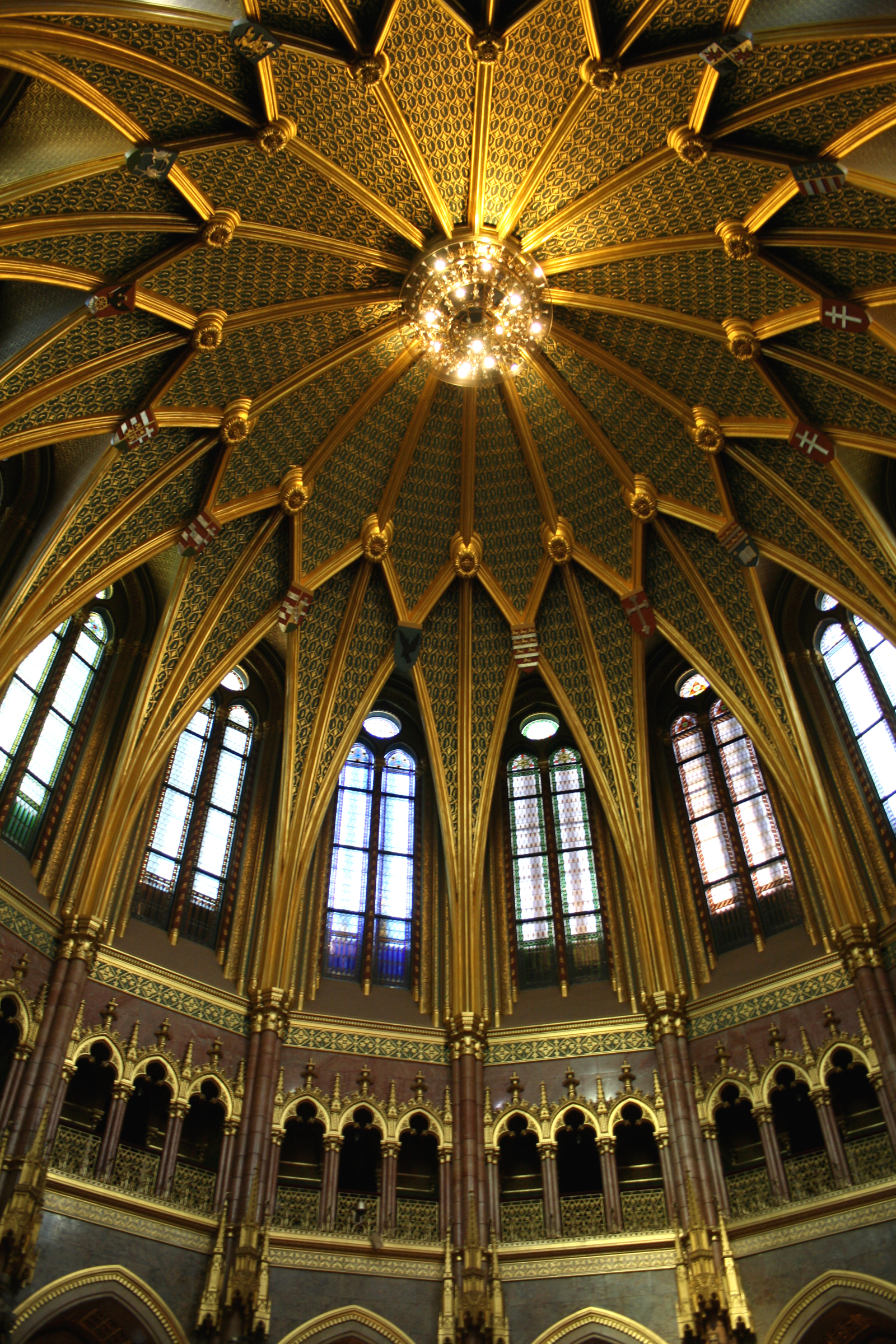
Volta bufada de base poligonal.